# Мексиканска бодлива джобна мишка
Мексиканска бодлива джобна мишка, още Мексикански бодлив торбест скокливец (Liomys irroratus) е вид бозайник от семейство Торбести скокливци (Heteromyidae).

## Разпространение и местообитание
Разпространен е в Мексико и САЩ.